# 데이비드 허들스턴
데이비드 허들스턴(David Huddleston, 1930년 9월 17일 ~ 2016년 8월 2일)는 미국의 영화배우이다.

## 출연 작품
- 포스탈 (2007)
- 길모어 걸스 (2000)
- 웨스트 윙 시즌1 (1999)
- 위대한 레보스키 (1998)
- 조의 아파트 (1996)
- 스타 만들기 (1993)
- 함정 살인 (1991)
- 실종자 (1988)
- 케빈은 12살 (1988)
- 할아버지는 멋쟁이 (1986)
- 천사의 비명 (1986)
- 산타클로스(영어판) (1985)
- 액트 (1982)
- 고프 (1980)
- 스모키 밴디트 2 (1980)
- 제로 투 식스티 (1978)
- 카프리콘 프로젝트 (1978)
- 월드 그레이티스트 러버 (1977)
- 불타는 서부 - 77년 시리즈 (1977)
- 수퍼캅 (1976)
- 브레이크하트 패스 (1976)
- 더 건 앤 더 풀핏 (1974)
- 황야의 2인조 (1974)
- 브레이징 새들스 (1974)
- 버닝 크로스 (1974)
- 형사 맥큐 (1974)
- 샌포드 앤 선 (1972)
- 경찰 초년병 (1972)
- 배드 컴패니 (1972)
- 풀스 퍼레이드 (1971)
- 서든리 싱글 (1971)
- 홈커밍 - 크리스마스 스토리 (1971)
- 황금의 꿈 (1971)
- 뜨거운 우정 (1971)
- 리오 로보 (1970)
- 아내는 요술쟁이 (1964)
- 보난자 (1959)
- 딜론 보안관 (1955)